# Łączki (województwo mazowieckie)

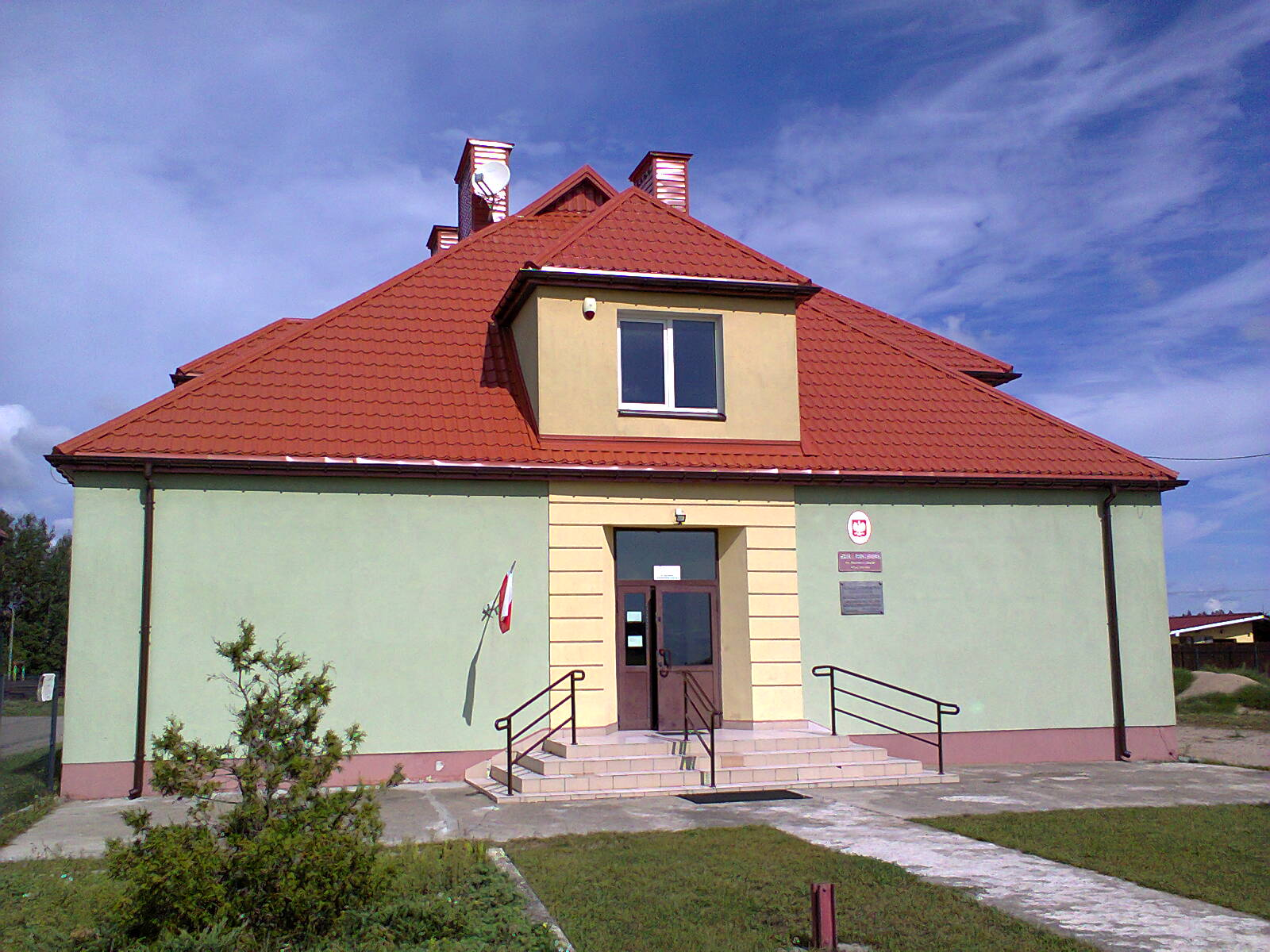
Szkoła podstawowa

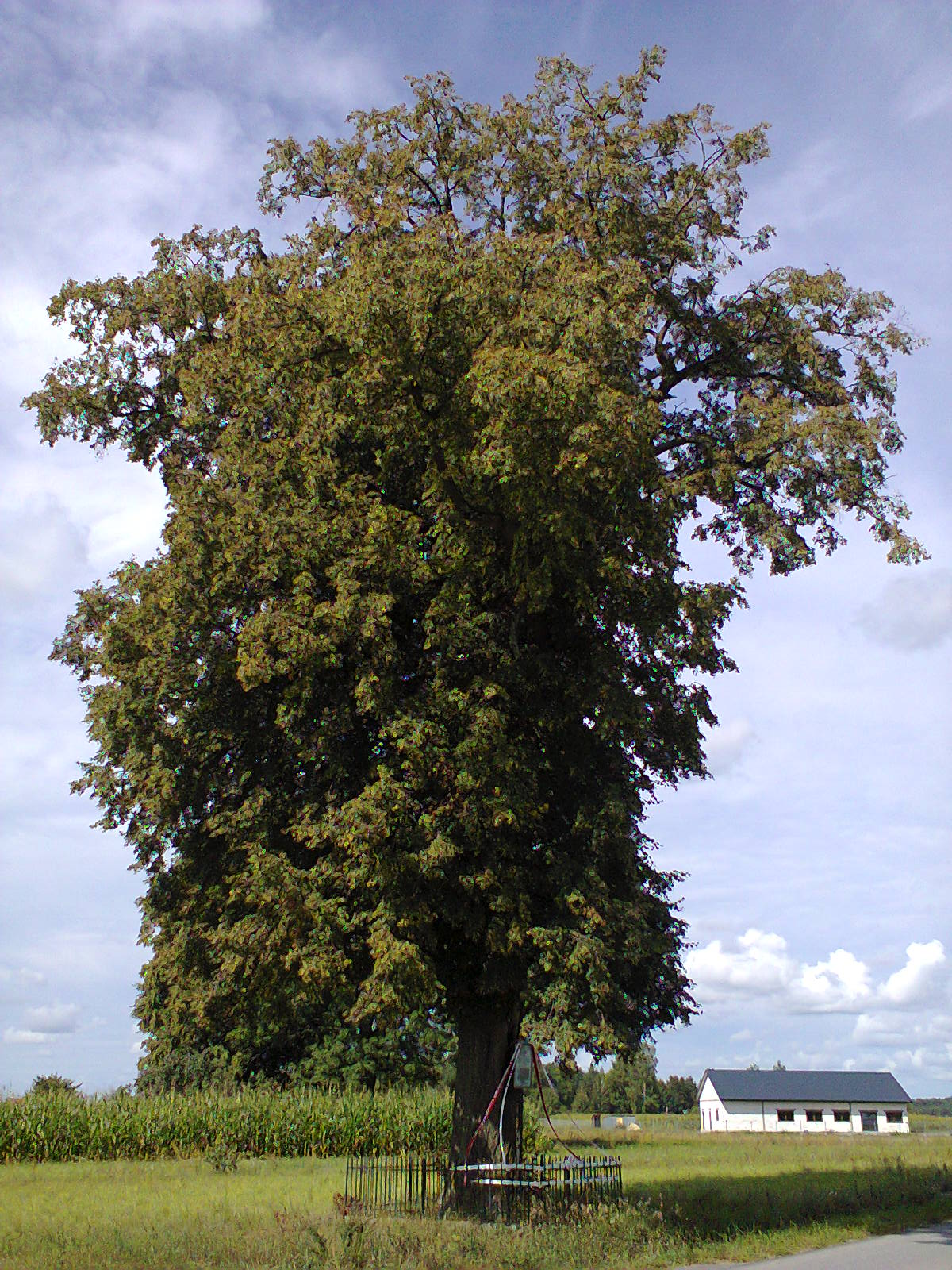
Lipa - pomnik przyrody

Łączki – wieś sołecka w Polsce położona w województwie mazowieckim, w powiecie ostrołęckim, w gminie Łyse.
Wierni Kościoła rzymskokatolickiego należą do parafii św. Stanisława Kostki w Zalasie.

## Historia
W latach 1921–1939 wieś leżała w województwie białostockim, w powiecie kolneńskim (od 1932 w powiecie ostrołęckim), w gminie Turośl.
Według Powszechnego Spisu Ludności z 1921 roku wieś zamieszkiwało 585 osób, 575 było wyznania rzymskokatolickiego, 9 ewangelickiego, a 1 greckokatolickiego. Jednocześnie 584 mieszkańców zadeklarowało polską przynależność narodową, a 1 inną. Było tu 111 budynków mieszkalnych. Miejscowość należała do parafii rzymskokatolickiej w m. Leman i ewangelickiej w Łomży. Podlegała pod Sąd Grodzki w Kolnie i Okręgowy w Łomży; właściwy urząd pocztowy mieścił się w m. Turośl, a urząd z dostępem do telefonu m. Kolno.
W wyniku agresji Niemiec we wrześniu 1939, miejscowość znalazła się pod okupacją i do stycznia 1945 była przyłączona do III Rzeszy i znalazła się w strukturach Landkreis Scharfenwiese (ostrołęcki) w rejencji ciechanowskiej (Regierungsbezirk Zichenau) Prus Wschodnich.
W latach 1975–1998 miejscowość należała administracyjnie do województwa łomżyńskiego.